# Manuela Bravo
Maria Manuela de Oliveira Moreira Bravo (Queluz, 7 de Dezembro de 1957), é uma cantora portuguesa que em 1979 venceu o Festival da Canção com o tema Sobe, sobe, balão sobe. 

## Biografia
A primeira vez que Manuela Bravo se apresentou ao público foi aos 5 anos num concurso infantil do Cinema Éden. O seu pai, Loubet Bravo, era um conhecido cantor de fado de Coimbra. 
Aparece no programa "Canal 13" e é convidada por Mário Martins a gravar para a Valentim de Carvalho. Em Janeiro de 1974 lançou o seu primeiro single, com duas canções de José Cid, "Nova Geração" e "Another Time", onde surge acompanhada pelo Quarteto 1111. 
Em 1975, grava novo single, desta vez com arranjos e orquestrações de Jorge Palma, sendo as duas composições, "Tínhamos Vinte Anos" e "Soldado-Escravo", da autoria de Tozé Brito.
Lança alguns singles em 1977 e colabora com Paco Bandeira no Festival RTP da Canção desse ano. Já tinha cinco discos gravados e aparecido em programas da RTP como "Domingo à Noite", "A Feira", "Nicolau no País das Maravilhas" e "Ligeiríssimo".
Em 1979 venceu o Festival RTP da Canção com o tema "Sobe, Sobe, Balão Sobe" da autoria do conhecido compositor Nóbrega e Sousa a quem tinha sido sugerida pela cantora Mara Abrantes. 
Chegaram vários convites para gravar no estrangeiro mas recusou porque o curso de Direito era a sua prioridade. Ainda no ano de 1979 lançou um novo single com os temas "Adeus Amor" e "Até Quando" da autoria de Tozé Brito.
"Recordações", uma adaptação de Cristiana Kopke de um sucesso da época, é o seu grande sucesso de 1980. Participa no Festival RTP da Canção de 1981 com o tema "Quando A Banda Chegar".
Em 1985 surge com novo visual e novo estilo. Na editora Orfeu lança um single com versões em português assinadas por Nuno Gomes dos Santos para os temas "Tango" (Rainer Pietsch/Werner Shuler) e "Não Sei Porquê" (Harry Tschebiner/Werner Shuler) interpretados originalmente por Ingrid Peters. Em 1986 obtém grande sucesso com o single "O Meu Herói".
Em 1989 é editado o álbum "Óculos de Sol" que inclui canções como "Pintei-me com um Raio de Sol" (Paulo de Carvalho), "Namoro" (Fausto), "Maria Faia", "Óculos de Sol" ou "Só o Amor É Arco-Íris". Grava para a RTP o programa  "Deixem Passar a Música". 
Através ainda da editora Discossete lança, em 1992, o LP "Canções Que Me Fazem Feliz" com vários temas de Ricardo Landum e Toy.
Em Dezembro de 1995, a editora Soprosom editou o álbum "A Preto e Branco" com vários temas de Ricardo Landum e José Felix. Na altura já revelava o interesse em gravar um disco de fados de Coimbra e outro de música evangélica.
Em 1996 gravou um disco de fado de Coimbra, em homenagem ao seu pai, mas viu-se envolta em polémica pois os meios mais tradicionais não aceitam que esse estilo seja cantado por mulheres. O disco "Intenções" foi gravado com António Pinho Brojo e o seu "Quarteto de Guitarras".
Durante cerca de 10 meses, em 1999 e 2000, desempenhou o papel de Celeste Rodrigues no musical "Amália" de Filipe La Féria.
No ano de 2002 confessava em entrevista que pretendia retomar a sua carreira lançando uma compilação das melhores músicas que cantou e que ficaram perdidas nos registos em vinil. Um dos temas seria "Bravo", previsto para o álbum "Intenções" de 1996. Também confessava que gostaria de experimentar o trabalho de actriz de televisão. No verão de 2002 começou a cantar fado no restaurante típico A Severa. Pelo meio fez uma edição de autor do CD "Intenções". 
Em 2004 gravou um "master" de um novo álbum (a compilação "Este Bravo Que Sou") mas não encontrou editora. Em 2005 participou no espectáculo MUSICATTOS BEST OF BRODWAY, produzido por Óscar Romero, onde vivia o papel de Grizabella, a cantar ‘Memory’.
O ano de 2014 é o ano de comemoração dos seus 40 anos de carreira. "Contrapalco Convida Manuela Bravo" é um espectáculo-concerto em cena por vários pontos do país, onde a cantora contracena com André Faria e Sérgio Pancadas, numa produção de Nellson de Souza e Ricardo Figueira.
Prepara um novo CD comemorativo e também um DVD.

## Discografia
A sua discografia é composta por: 

### Álbuns
- Manuela Bravo (LP, Vadeca, 1981) VN 4001 Y
- Manuela Bravo: Óculos de Sol (LP, Discossete, 1989) LP-626
- Canções Que Me fazem Feliz (LP, Discossete, 1992)
- Manuela Bravo a Preto e Branco (CD, Soprosom, 1993)
- Intenções: Coimbra - Um Fado Por Condição  (CD, MB, 1996)
- Este Bravo Que Sou (CD, Ed. Autor, 2004)
- (CD, 2008)

### Singles
- Nova Geração / Another Time (Single, Valentim de Carvalho, 1974)
- Tínhamos Vinte Anos / Soldado-Escravo (Single, Valentim de Carvalho, 1975) Decca ‎– SPN 180 G
- Canta Comigo/Fecha Os Teus Olhos e Recordemos (Single, Sentry-Vox, 1977) S-A-5001
- Marcas do Que Se Foi / Eras Tu (Single, Sentry-Vox) S-A-5006
- (Single)
- Sobe Sobe Balão Sobe / Meu Tempo Novo de Viver (Single, Vadeca, 1979) VN 45-2000
- Adeus Amor / Até Quando (Single, vadeca, 1979) VDC 2002
- Danças E Cantares / Para Ti Amor (Single, Vadeca)
- Recordações / Estranha Forma de Amor (Single, Vadeca, 1980) VDC 2014
- Tu E só Tu / Por Uma Vez (Single, Vadeca, 1981) 2015 ES - 2035
- Mulher Só / Uma História Para Contar (Single, Vadeca, 1981) VN 2034-ES
- Quando A Banda Chegar / Adeus Que Te Vou Deixar (Single, Vadeca, 1981) VDC 2036
- Danças e Cantares / Para Ti, Amor (Single, Vadeca, 1982) VN 205.-ES
- Tango / Não Sei Porquê (Single, Orfeu, 1985) SINP 33
- O Meu Herói / Quero (Single, Materfonis, 1986)  DMSG-026
- Passou Tanto Tempo / Sonhos Para Dar E Vender (Single, Discossete, 1987) DGS-480
- Óculos de Sol / Pode Acontecer (Single, Discossete, 1989) DSG-626